# Campionato Primavera 2 2022-2023 (calcio femminile)
Il Campionato Primavera 2 2022-2023 è stata la prima edizione storica del Campionato Primavera 2 Femminile, organizzata direttamente dalla FIGC e disputata tra il 18 settembre 2022 e il 7 maggio 2023. Il torneo, a cui hanno preso parte 14 delle squadre che hanno acquisito il titolo sportivo a partecipare ai campionati di Serie A 2022-2023 e Serie B 2022-2023, si è concluso con la vittoria della Sampdoria e dell'Arezzo, al loro primo successo, che hanno anche conquistato la promozione al Campionato Primavera 1 per la stagione 2023-2024.

## Formula
Vi prendono parte 14 delle squadre partecipanti ai campionati di Serie A e Serie B. Esse sono suddivise in due gironi da sette squadre ciascuno, costituiti in base a criteri di vicinanza geografica. Il campionato si articola in due fasi:
- nella prima fase le squadre di ogni girone s'incontrano tra loro in gare d'andata e ritorno (con formato "simmetrico");
- nella seconda ed ultima fase le squadre s'incontrano nuovamente, ma stavolta in gara unica, con accoppiamenti e sedi differenti da quelli della prima fase.

Ogni squadra avrà dunque disputato 18 partite complessivamente, di cui 9 in casa e 9 in trasferta. Al termine del campionato, la prima squadra classificata di ogni girone (dunque per un totale di due squadre) verrà promossa al Campionato Primavera 1 della stagione successiva.

## Gironi

### Girone A

#### Squadre partecipanti
| Club            | Città                      |
| --------------- | -------------------------- |
| Brescia         | Brescia                    |
| Cittadella      | Cittadella (PD)            |
| ChievoVerona FM | San Zeno di Mozzecane (VR) |
| Como            | Como                       |
| Genoa           | Genova                     |
| Sampdoria       | Genova                     |
| Trento          | Trento                     |

#### Classifica finale
|  | Pos. | Squadra         | Pt | G  | V  | N | P  | GF | GS | DR  |
|  | ---- | --------------- | -- | -- | -- | - | -- | -- | -- | --- |
|  | 1.   | Sampdoria       | 43 | 18 | 13 | 4 | 1  | 51 | 12 | +39 |
|  | 2.   | Como            | 37 | 18 | 11 | 4 | 3  | 53 | 13 | +40 |
|  | 3.   | Brescia         | 36 | 18 | 11 | 3 | 4  | 58 | 29 | +29 |
|  | 4.   | Genoa           | 22 | 18 | 6  | 4 | 8  | 24 | 40 | -16 |
|  | 5.   | Cittadella      | 18 | 18 | 5  | 3 | 10 | 32 | 40 | -8  |
|  | 6.   | Trento          | 13 | 18 | 4  | 1 | 13 | 27 | 72 | -45 |
|  | 7.   | ChievoVerona FM | 9  | 18 | 2  | 3 | 13 | 15 | 54 | -39 |

Legenda:
      Promossa in Primavera 1 2023-2024.
Note:
Tre punti a vittoria, uno a pareggio, zero a sconfitta.

#### Risultati prima fase: andata e ritorno
|                 | Bre  | Cit  | Chi  | Com  | Gen  | Sam  | Tre  |
| --------------- | ---- | ---- | ---- | ---- | ---- | ---- | ---- |
| Brescia         | –––– | 3-1  | 10-1 | 3-2  | 6-3  | 1-4  | 5-0  |
| Cittadella      | 2-2  | –––– | 7-2  | 1-6  | 1-2  | 1-2  | 3-0  |
| ChievoVerona FM | 0-4  | 0-1  | –––– | 0-2  | 1-1  | 3-0  | 4-5  |
| Como            | 3-0  | 5-0  | 1-1  | –––– | 5-0  | 0-1  | 4-0  |
| Genoa           | 0-3  | 2-1  | 2-0  | 1-5  | –––– | 0-4  | 4-4  |
| Sampdoria       | 2-1  | 4-0  | 4-1  | 1-1  | 0-0  | –––– | 6-1  |
| Trento          | 2-7  | 1-9  | 5-0  | 1-7  | 1-2  | 0-3  | ---- |

#### Risultati seconda fase: gara unica
|                 | Bre  | Cit  | Chi  | Com  | Gen  | Sam  | Tre  |
| --------------- | ---- | ---- | ---- | ---- | ---- | ---- | ---- |
| Brescia         | –––– | 4-1  |      | 2-2  | 2-1  |      |      |
| Cittadella      |      | –––– | 0-0  |      |      | 0-4  | 3-0  |
| ChievoVerona FM | 0-1  |      | –––– | 0-5  |      |      | 2-0  |
| Como            |      | 2-0  |      | –––– | 2-0  | 0-0  |      |
| Genoa           |      | 1-1  | 1-0  |      | –––– | 1-2  |      |
| Sampdoria       | 2-2  |      | 5-0  |      |      | –––– | 7-0  |
| Trento          | 3-2  |      |      | 2-1  | 2-3  |      | ---- |

### Girone B

#### Squadre partecipanti
| Club         | Città                       |
| ------------ | --------------------------- |
| Apulia Trani | Trani                       |
| Arezzo       | Arezzo                      |
| Cesena       | Savignano sul Rubicone (FC) |
| Pomigliano   | Pomigliano d'Arco (NA)      |
| Ravenna      | Ravenna                     |
| Ternana      | Terni                       |
| Torres       | Sassari                     |

#### Classifica finale
|  | Pos. | Squadra           | Pt | G  | V  | N | P  | GF | GS | DR  |
|  | ---- | ----------------- | -- | -- | -- | - | -- | -- | -- | --- |
|  | 1.   | Arezzo            | 49 | 18 | 16 | 1 | 1  | 90 | 8  | +82 |
|  | 2.   | Cesena            | 40 | 18 | 13 | 1 | 4  | 44 | 21 | +23 |
|  | 3.   | Torres            | 32 | 18 | 9  | 5 | 4  | 41 | 26 | +15 |
|  | 4.   | Pomigliano        | 19 | 18 | 5  | 4 | 9  | 16 | 29 | -13 |
|  | 5.   | Apulia Trani (-1) | 16 | 18 | 5  | 2 | 11 | 21 | 47 | -26 |
|  | 6.   | Ternana           | 13 | 18 | 3  | 4 | 11 | 18 | 60 | -42 |
|  | 7.   | Ravenna           | 10 | 18 | 3  | 1 | 14 | 22 | 61 | -39 |

Legenda:
      Promossa in Primavera 1 2023-2024.
Note:
Tre punti a vittoria, uno a pareggio, zero a sconfitta.
L'Apulia Trani ha scontato un punto di penalizzazione.

#### Risultati prima fase: andata e ritorno
|              | Apu  | Are  | Ces  | Pom  | Rav  | Ter  | Tor  |
| ------------ | ---- | ---- | ---- | ---- | ---- | ---- | ---- |
| Apulia Trani | –––– | 0-7  | 0-1  | 0-2  | 4-2  | 6-0  | 0-2  |
| Arezzo       | 4-0  | –––– | 7-2  | 3-0  | 7-0  | 7-0  | 4-1  |
| Cesena       | 0-3  | 0-2  | –––– | 2-1  | 6-0  | 3-1  | 4-0  |
| Pomigliano   | 1-1  | 1-1  | 0-2  | –––– | 2-0  | 1-1  | 0-2  |
| Ravenna      | 7-0  | 0-6  | 0-5  | 0-2  | –––– | 2-0  | 3-3  |
| Ternana      | 0-4  | 1-13 | 0-5  | 1-0  | 2-1  | –––– | 1-1  |
| Torres       | 3-0  | 0-5  | 2-4  | 3-0  | 7-0  | 1-1  | ---- |

#### Risultati seconda fase: gara unica
|              | Apu  | Are  | Ces  | Pom  | Rav  | Ter  | Tor  |
| ------------ | ---- | ---- | ---- | ---- | ---- | ---- | ---- |
| Apulia Trani | –––– | 0-5  | 0-1  |      |      | 0-0  |      |
| Arezzo       |      | –––– | 2-0  |      | 4-0  | 5-0  |      |
| Cesena       |      |      | –––– | 3-0  | 2-0  |      | 1-1  |
| Pomigliano   | 0-2  | 0-6  |      | –––– |      |      | 1-1  |
| Ravenna      | 6-1  |      |      | 0-1  | –––– |      | 0-2  |
| Ternana      |      |      | 2-3  | 1-4  | 7-1  | –––– |      |
| Torres       | 6-0  | 3-2  |      |      |      | 3-0  | ---- |